# Pennefather
Il Pennefather è un fiume che scorre nello Stato australiano del Queensland, nella parte occidentale della Penisola di Capo York (coordinate 12°13′S 141°44′E): è lungo circa 11 km e largo fino a 2 km.
Il Pennefather riveste un'importanza notevole nella storia dell'Australia essendo il luogo dove approdò, nel 1606, la nave olandese Duyfken, sotto il comando di Willem Janszoon, effettuando così il primo sbarco documentato di un europeo sul suolo australiano.